# IJsland op het Eurovisiesongfestival 1988
IJsland nam deel aan het Eurovisiesongfestival 1988 in Dublin, Ierland. Het was de derde deelname van het land op het Eurovisiesongfestival. De artiest werd gezocht via de nationale voorronde Söngvakeppni Sjónvarpsins. RUV was verantwoordelijk voor de IJslandse bijdrage voor de editie van 1988.

## Selectieprocedure
Söngvakeppni Sjónvarpsins 1988 bestond uit 1 finale. Het werd gepresenteerd door Hermann Gunnarsson.
De selectie werd gewonnen door Beathoven. Deze groep mocht aldus IJsland vertegenwoordigen op het Eurovisiesongfestival van dat jaar, met het nummer Þú og þeir.

### Uitslag
| Volgorde | Artiest                                        | Lied                 | Punten | Plaats |
| -------- | ---------------------------------------------- | -------------------- | ------ | ------ |
| 1        | Pálmi Gunnarsson                               | Eitt vor             | 12     | 10de   |
| 2        | Grétar Örvarsson & Gígja Sigurðardóttir        | Fyrrasumar           | 34     | 7de    |
| 3        | Eyjólfur Kristjánsson & Ingi Gunnar Jóhannsson | Ástarævintýri        | 63     | 2de    |
| 4        | Magnús Kjartansson & Margrét G. Magnúsdóttir   | Sólarsamba           | 37     | 6de    |
| 5        | Bjarni Arason                                  | Aftur og aftur       | 17     | 9de    |
| 6        | Eyjólfur Kristjánsson & Sigrún Waage           | Mánaskin             | 61     | 3de    |
| 7        | Stefán Hilmarsson                              | Látum sönginn hljóma | 57     | 4de    |
| 8        | Sverrir Stormsker & Stefán Hilmarsson          | Þú og þeir           | 96     | 1ste   |
| 9        | Björgvin Halldórsson & Edda Borg Ólafsdóttir   | Í tangó              | 55     | 5de    |
| 10       | Guðrún Gunnarsdóttir                           | Dag eftir dag        | 32     | 8ste   |

## In Dublin
Op het Eurovisiesongfestival moest IJsland aantreden als eerste, voor Zweden. Aan het einde van de puntentelling bleek dat Beathoven op een 16de plaats was geëindigd met 20 punten.
Nederland had 4 punten over voor deze inzending, België geen punten.

### Gekregen punten

#### Finale
| 12 punten | 10 punten                | 8 punten   | 7 punten    | 6 punten          |
| --------- | ------------------------ | ---------- | ----------- | ----------------- |
|           |                          | - Portugal |             |                   |
| 5 punten  | 4 punten                 | 3 punten   | 2 punten    | 1 punt            |
|           | - Denemarken - Nederland |            | - Frankrijk | - Italië - Zweden |

### Punten gegeven door IJsland

#### Finale
Punten gegeven in de finale:
| 12 punten | Joegoslavië         |
| 10 punten | Denemarken          |
| 8 punten  | Duitsland           |
| 7 punten  | Zwitserland         |
| 6 punten  | Israël              |
| 5 punten  | Noorwegen           |
| 4 punten  | Luxemburg           |
| 3 punten  | Zweden              |
| 2 punten  | Spanje              |
| 1 punt    | Verenigd Koninkrijk |